# Alberta Research Council
Vous pouvez aider à l'améliorer ou bien discuter des problèmes sur sa page de discussion.
- Il n'a pas de sujet précis, ce que le premier principe fondateur de Wikipédia exige. (Marqué depuis mai 2022)
- Certaines informations de ses informations et de l'encadré à droite divergent. Soit cette société existe encore et il n'y a pas de successeur, soit elle n'existe plus et à ce moment il y a une "date de dissolution" et un organisme dans lequel cette société a été fusionnée. Il faut faire un choix ! Si vous connaissez la ou les informations exactes, vous pouvez apporter des corrections dans le texte ou sur Wikidata. (Marqué depuis mai 2022)

L’Alberta Research Council (ARC) était une société de recherche et de développement appliqués (R & D) financée par le gouvernement de l'Alberta au Canada. Fondé en 1921, c'est le premier organisme de recherche en son genre créé au niveau d'une province au Canada. En janvier 2010, elle fut fusionnée avec d'autres organismes[Lesquels ?] de recherche du gouvernement dans ce qui est maintenant Alberta Innovates-Technology Futures (Tech Futures). 

## Histoire
À l'initiative de Henry Marshall Tory, recteur de l'université de l'Alberta, et de J. L. Côté, secrétaire provincial, l'ARC fut fondée en 1921 sous le nom de Scientific and Industrial Research Council of Alberta (SIRCA) par un décret du gouvernement provincial,. Cet organisme était sous le gouverne de l'université et dès le début, il s'est orienté dans l'exploitation des ressources naturelles de la province.
En 1930, le nom du SIRCA fut officiellement changé pour Research Council of Alberta (RCA) mais les contraintes économiques résultant de la Grande Dépression ont provoqué la cessation de ses activités de recherche en 1933. Il fut ravivé en 1942,. Au début de 1944, une de ses départements s'occupait de la conception d'une usine de séparation des sables bitumineux à Bitumount. Le succès de ce projet en 1949, en avance sur son temps, mena à la commercialisation de ce type de pétrole lourd en 1967 par l'usine Great Canadian Oil Sands.
En 1951, par une modification à la loi, l'RCA est devenu une organisation indépendante de l'université. Celle-ci a développé plusieurs divisions et subventionné de nombreuses recherches dans de nombreux domaines en collaboration avec l'industrie. Une de celle-ci est l'Alberta Hail Project qui s'est occupé de l'étude des orages produisant de la grêle, un fléau pour les agriculteurs albertains, et les méthodes d'ensemencement des nuages pour minimiser les pertes.
En 1981, l'organisme prend le nom d’Alberta Research Council (ARC). Plus récemment, l'ARC a fusionné avec un certain nombre d'autres organismes de recherche et développement en 2010 pour devenir Alberta Innovates—Technology Futures (Tech Futures). Les recherches sur les sables bitumineux liées à la récupération, à la séparation, à la production, aux matériaux d'ingénierie, à la télédétection et à l'imagerie se poursuivent dans le groupe bitume et pétrole lourd de Tech Futures.

## Gouvernance
Le président était nommé par le conseil d'administration et dirigeait environ 350 employés. Présidé par un député provincial, le conseil d'administration comprenait quinze personnes qui proviennaient du milieu des affaires, des universités et du gouvernement.